# Susuk (Tiganderket)
Susuk is een bestuurslaag in het regentschap Karo van de provincie Noord-Sumatra, Indonesië. Susuk telt 1440 inwoners (volkstelling 2010).